# François-Elie de Voyer de Paulmy d'Argenson
Pour les autres membres de la famille, voir Famille d'Argenson.
 François-Elie de Voyer de Paulmy d'Argenson, né le 22 septembre 1656 à Paris et mort le 25 octobre 1728 à Bordeaux, est un prélat français du XVIIIe siècle, évêque de Dol puis archevêque d'Embrun puis archevêque de Bordeaux de 1719 à 1728.

## Biographie
François-Élie de Voyer de Paulmy d'Argenson est issu d'une famille originaire de Touraine, où elle a possédé la terre de Paulmy. Le nom d'Argenson est celui d'une autre propriété sise auprès de Maillé, arrondissement de Chinon (Indre-et-Loire).
Il est le deuxième fils de René de Voyer, ambassadeur de France à Venise, et de Marguerite Houllier de la Poyade. Son frère Marc-René devient président du conseil des finances et garde des Sceaux.
Destiné de bonne heure par sa famille à la carrière ecclésiastique, le jeune François-Élie, d'abord prieur de Saint-Nicolas de Poitiers, reçoit en 1686, le bonnet de docteur en la faculté de théologie de Paris, et devient doyen de l'église collégiale de Saint-Germain-l'Auxerrois, à Paris en 1694. Pourvu d'un canonicat dans cette même église en 1695, il est nommé par Louis XIV à l'évêché de Dol en 1702. François-Élie manifeste énergiquement son opposition au jansénisme. Louis XIV lui donne en commende l'abbaye de Saint-Pierre de Preuilly, diocèse de Tours en 1706. Il est transféré par le roi à l'archevêché d'Embrun en 1715. En 1720, il obtient l'abbaye de Notre-Dame de Relecq, au diocèse de Saint-Pol-de-Léon.
Il assiste en 1722 dans l'église métropolitaine de Reims, au sacre et au couronnement du jeune roi Louis XV.
Sous ce prélat, se forme à Bordeaux le rétablissement du Bon-Pasteur, dû à une pieuse irlandaise protestante convertie, établissement que n'ont cessé de protéger tous les successeurs d'Argenson.
D'Argenson révise et augmente le Propre des Saints du diocèse de Bordeaux et fait aussi réimprimer les ordonnances synodales publiées par Besons, dans son synode de 1704, et les décrets des conciles provinciaux tenus à Bordeaux sous Sansac en 1583 et sous Sourdis en 1624, sous le titre Decreta conciliorum pro vincialium anni 1583 et 1624 Burdigalœ celebratorum, typil iterato mandata, Burdigalx. Il a aussi écrit la Méthode courte et facile pour rappeler à l'unité de l'Église ceux qui en sont séparés, dressée et publiée par ordre in François-Élie de Voyer de Paulmy d'Argenson, archevêque de Bordeaux, pour l'usage de son diocèse.

## Succession apostolique
François-Elie de Voyer de Paulmy d'Argenson a ordonné les évêques suivants :
- Évêque Louis-Armand Chomel (1721)
- Évêque Michel Pierre d'Argouges (1721)
- Évêque Paul-Robert Hertault de Beaufort (1722)